# Івково
І́вково (рос. Ивково) — присілок у складі Підосиновського району Кіровської області, Росія. Входить до складу Утмановського сільського поселення.
Населення становить 12 осіб (2010, 23 у 2002).
Національний склад станом на 2002 рік — росіяни 91 %.